# Esteban de Corbera
Esteban de Corbera (Barcelona, siglo XVI-†1635) fue un historiador español, creador de la obra Cataluña ilustrada, publicada en Nápoles, en 1678. En esta se describe la geografía, la economía e historia del principado catalán. Escribió también una descripción de la conquista catalana de Sicilia y variadas historias de religión y política, llamada Prosperidades infelices (1629).
Publicó además una Vida i echos maravillosos de doña María de Cervellon, llamada María Socós, Beata profesa de la Orden de nuestra Señora de la Merced, Redención de cautivos con algunas antigüedades  de Cataluña donde dedica 36 capítulos a la biografía de la santa y otros 26 a escribir la historia de la Orden de la Merced y los restantes a historia de Cataluña.